# Cadillac Ranch

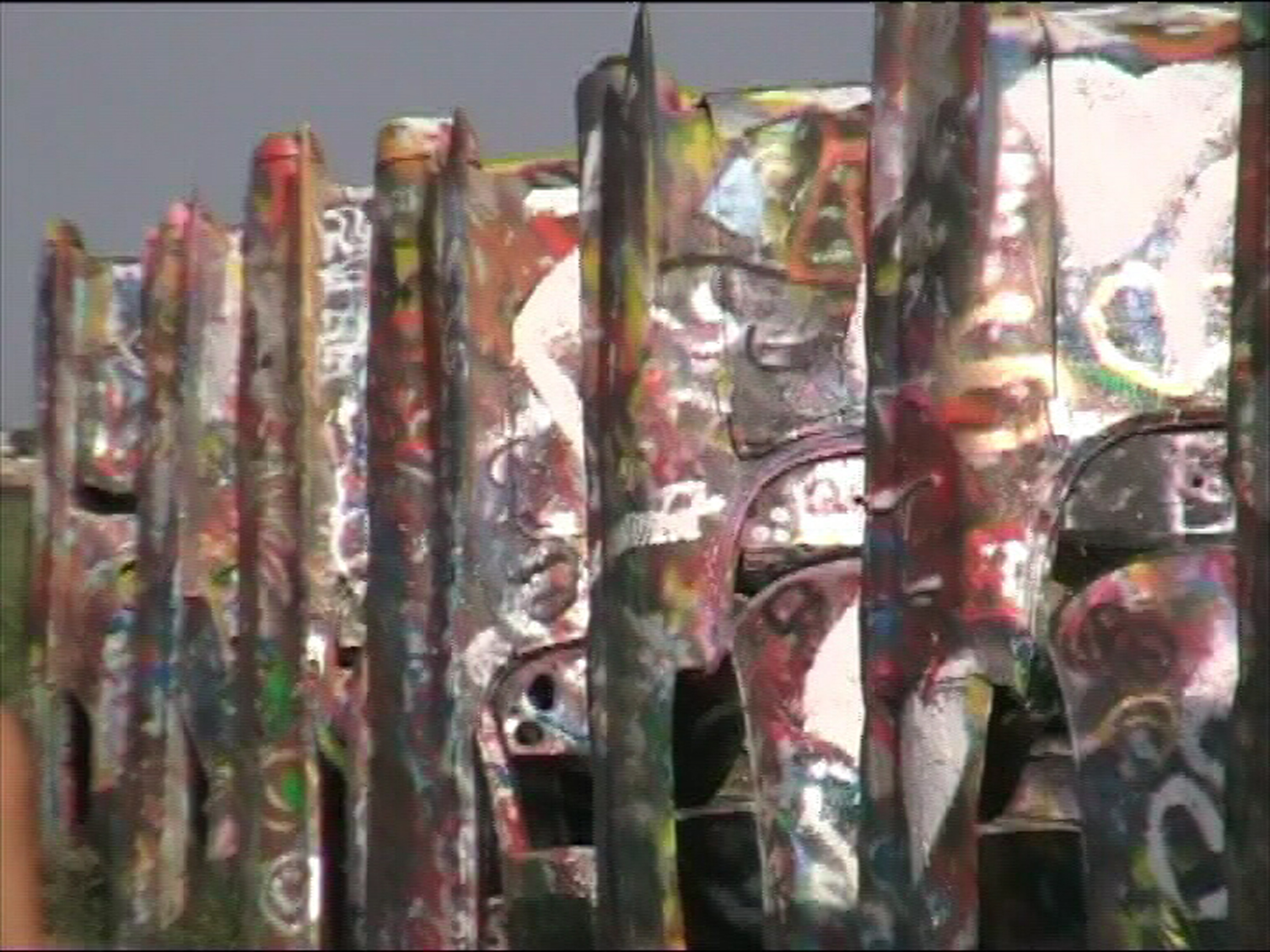
Cadillac Ranch

Cadillach Ranch és una escultura exposada a prop d'Amarillo, Texas, seguint per la interestatal 40, que en aquest tram va paral·lela a la vella ruta 66. El 1974, un grup d'artistes de l'anomenat Ant Farm van idear i crear aquesta instal·lació pública que, segons diuen és la personificació de les esperances i els somnis d'Amèrica.
Els 10 cotxes, representatius de l'edat d'or nord-americana (1949 - 1963) estan amb el morro enterrat a terra, de cara a l'oest i formant el mateix angle que la piràmide de Keops.
En un primer moment s'instal·là dues milles més cap a l'est, però per evitar quedar massa a prop de la ciutat, el 1997 fou traslladat al lloc actual.
Cadillac Ranch va influenciar treballs artístics posteriors realitzats per altres grups, com els de Detroit.
Visible des de la carretera, l'accés és lliure i es permet que els visitants puguin pintar-hi els seus graffitis. En alguna ocasió s'han pintat els 10 cotxes d'un sol color per motius publicitaris.